# Essonne
Die Essonne ist ein Fluss, der im Zentralgebiet von Frankreich verläuft. Sie entspringt im Gâtinais, im Gemeindegebiet von Chilleurs-aux-Bois. Die Quelle befindet sich an der Nordwestflanke des Massivs von Ingrannes, in einer Höhe von 130 Metern. Der Quellbach wird häufig auch mit dem Namen Œuf bezeichnet. Beide Bezeichnungen gehen auf die altkeltische Göttin Acionna zurück, deren Kult hier in gallo-römischer Zeit nachgewiesen ist.
Der Fluss entwässert anfangs Richtung Nordost, dreht später auf Nord und mündet schließlich nach rund 101 Kilometern, knapp südöstlich von Paris, in Corbeil-Essonnes als linker Nebenfluss in die Seine.
Auf ihrem Weg fließt die Essonne durch den Regionalen Naturpark Gâtinais français. Sie ist auch Namensgeber für das Département Essonne.

## Durchquerte Départements
in der Region Centre-Val de Loire
- Loiret

in der Region Île-de-France
- Seine-et-Marne
- Essonne

## Orte am Fluss
- Mareau-aux-Bois
- Pithiviers
- Augerville-la-Rivière
- Le Malesherbois
- Maisse
- Boutigny-sur-Essonne
- La Ferté-Alais
- Ballancourt-sur-Essonne
- Mennecy
- Ormoy
- Villabé
- Corbeil-Essonnes